# Florian Stalder
Florian Stalder, né le 13 septembre 1982 à Lenk im Simmental, est un cycliste professionnel suisse. Il met un terme à sa carrière à l'issue de la saison 2010.

## Palmarès
- 2003
  - 3e du Grand Prix Guillaume Tell
- 2007
  - 2e du Tour de Vénétie

## Résultats sur les grands tours

### Tour d'Italie
- 2010 : 81e

### Tour d'Espagne
- 2006 : 73e

## Classements mondiaux
| Année           | 2005 | 2006 | 2007 | 2008 | 2009 |
| --------------- | ---- | ---- | ---- | ---- | ---- |
| UCI Europe Tour | 616e |      | 126e | 680e | 735e |